# Odd Frivold
Odd Frivold (2 marzo 1948 – 25 febbraio 2000) è stato un calciatore norvegese, di ruolo attaccante.

## Carriera
Frivold ha vestito la maglia dello Start dal 1969 al 1977. In questo arco di tempo ha collezionato 4 presenze nelle competizioni europee per club, la prima delle quali datata 18 settembre 1974, schierato titolare nella sconfitta casalinga per 1-2 contro il Djurgården, sfida valida per l'andata dei trentaduesimi di finale dell'edizione stagionale della Coppa UEFA.
Ha rappresentato la Norvegia a livello Under-19 e Under-21. Per quanto concerne quest'ultima selezione, ha giocato una sola partita: il 31 maggio 1969 è stato schierato infatti titolare nella sconfitta per 1-2 contro la Svezia.